# Zeloso
Zeloso en zelosamente zijn Italiaanse muziektermen met betrekking tot de voordrachtswijze waarmee een stuk of passage uitgevoerd dient te worden. Men kan de term vertalen als ijverig of als met ijver. Dit betekent dus dat, als deze aanwijzing wordt gegeven, men een bepaald karakter tot uitdrukking moet laten komen, dat werklust of hard werk uitstraalt. In principe heeft de aanwijzing als voordrachtsaanwijzing geen invloed op het te spelen tempo of dynamiek, maar wijzigingen hierin kunnen voorkomen bij de uitvoer van de aanwijzing. Dit hangt af van eventuele aparte aanwijzingen die gegeven worden voor tempo en dynamiek. Indien dit niet het geval is, is het aan de uitvoerend muzikant(en) of een dirigent om te bepalen in welke mate ook het tempo en de dynamiek een rol spelen bij de uitvoer van de aanwijzing. Strikt genomen heeft de aanwijzing geen directe tegenhanger, maar de aanwijzingen semplice en comodo zijn voorbeelden van aanwijzingen die tegengesteld zijn aan deze.